# Visp
Visp (fransk: Viège) er hovedbyen i distriktet af samme navn i kantonen Valais i Schweiz. Byen har 7.891(2017) indbyggere.

## Geografi
Visp ligger ved indgangene til Mattertal og Saastal.

### Klima
| J F M A M J J A S O N D 53 3 −5 43 6 −4 50 12 0 46 16 3 55 21 7 44 24 10 42 27 12 46 26 12 41 22 8 57 16 4 57 8 −1 62 3 −4 Gennemsnitlige max. og min. temperaturer i °C Nedbørsmængde i mm Kilde: "Klimanormwerte Visp" (PDF) (tysk). meteoschweiz.admin.ch. 2015-01-05. Arkiveret fra originalen (PDF) 8. marts 2016 . Hentet 2015-10-12 . |         |         |         |         |          |          |          |         |         |         |         |
| J | F       | M       | A       | M       | J        | J        | A        | S       | O       | N       | D       |
| 53 3 −5 | 43 6 −4 | 50 12 0 | 46 16 3 | 55 21 7 | 44 24 10 | 42 27 12 | 46 26 12 | 41 22 8 | 57 16 4 | 57 8 −1 | 62 3 −4 |
| Gennemsnitlige max. og min. temperaturer i °C |         |         |         |         |          |          |          |         |         |         |         |
| Nedbørsmængde i mm |         |         |         |         |          |          |          |         |         |         |         |
| Kilde: "Klimanormwerte Visp" (PDF) (tysk). meteoschweiz.admin.ch. 2015-01-05. Arkiveret fra originalen (PDF) 8. marts 2016. Hentet 2015-10-12. |         |         |         |         |          |          |          |         |         |         |         |

| J | F       | M       | A       | M       | J        | J        | A        | S       | O       | N       | D       |
| 53 3 −5 | 43 6 −4 | 50 12 0 | 46 16 3 | 55 21 7 | 44 24 10 | 42 27 12 | 46 26 12 | 41 22 8 | 57 16 4 | 57 8 −1 | 62 3 −4 |
| Gennemsnitlige max. og min. temperaturer i °C                                                                                                  |         |         |         |         |          |          |          |         |         |         |         |
| Nedbørsmængde i mm |         |         |         |         |          |          |          |         |         |         |         |
| Kilde: "Klimanormwerte Visp" (PDF) (tysk). meteoschweiz.admin.ch. 2015-01-05. Arkiveret fra originalen (PDF) 8. marts 2016. Hentet 2015-10-12. |         |         |         |         |          |          |          |         |         |         |         |

## Historie
I 1276 blev passage af passene Macugnaga og Antrona fritaget for told, og Visp oplevede stor fremgang som markedsby.
Den 23. december 1388 besejrede Visp en hær fra Savoyen ved kunstigt at isbelægge den gamle bydel og for derefter at overdænge angriberne med store stenblokke.
I 1518 ødelagde en stor brand en lang række bygninger omkring borgen.
Franske revolutionære tropper plyndrede store dele af Visp i 1799. I 1810 blev Visp annekteret af Valais, der var fransk, men blev atter en del af Schweiz i 1815 efter Wienerkongressen.
Navnet "Visp" blev først nævnt i 1847, tidligere navne: "Vispach", "Vispbach" og "Fischbach" var almindelige.
I 1855 blev Visp ramt af et jordskælv. I 1860 var der store oversvømmelser i centrale og øvre Valais.
I 1909 valgte Lonza AG, der blev grundlagt 12 år tidligere i Gampel, Visp som sin nye placering, hvor firmaet begyndte at producere gødning, og Visp blev et vigtigt center for den kemiske industri. Med omkring 2700 job er Visp stadig Lonzas største produkrionsfacilitet.
I 1972 fusionerede den tidligere kommune Eyholz med Visp.
I 2011 var der en stor skovbrand i Eyholzer skoven.
I 2013 blev brandbrigaderne i kommunerne Visp, Ausserberg, Baltschieder og Eggerberg slået sammen for at danne et regionalt brandvæsen i Visp.

### Befolkningsudvikling
| \| År \| Indbyggere \| År \| Indbyggere \| \| ---- \| ---------- \| ---- \| ---------- \| \| 1850 \| 702 \| 1930 \| 2.321 \| \| 1860 \| 832 \| 1941 \| 2.664 \| \| 1870 \| 911 \| 1950 \| 3.175 \| \| 1880 \| 969 \| 1960 \| 4.092 \| \| 1888 \| 1.014 \| 1970 \| 5.698 \| \| 1900 \| 1.147 \| 1980 \| 6.383 \| \| 1910 \| 1.626 \| 1990 \| 6.234 \| \| 1920 \| 1.902 \| 2000 \| 6.550 \| | Visp har 7.891(2017) indbyggere. I 2008 var 19,3% af befolkningen udenlandske statsborgere. I de sidste 10 år (2000-2010) er befolkningen øget med 5,8 %. De 4,5% kan tilskrivesf indvandring og 1,1% på grund af fødselsoverskud. Størstedelen af byens indbyggere er tysksprogede (5.788 eller 88,2 %, år 2000), mens serbokroatisk er næstmest udbredt (2,9 %) fulgt af albansk (2,1 %), italiensk og fransk. |      |            |
| År | Indbyggere | År   | Indbyggere |
| 1850 | 702 | 1930 | 2.321      |
| 1860 | 832 | 1941 | 2.664      |
| 1870 | 911 | 1950 | 3.175      |
| 1880 | 969 | 1960 | 4.092      |
| 1888 | 1.014 | 1970 | 5.698      |
| 1900 | 1.147 | 1980 | 6.383      |
| 1910 | 1.626 | 1990 | 6.234      |
| 1920 | 1.902 | 2000 | 6.550      |

## Økonomi
Den suverænt største arbejdsgiver i Visp er kemikaliefabrikken Lonza AG, der beskæftiger omkring 2.000 mennesker. Samlet set har byen omkring 8.500 arbejdspladser, hvilket gør, at den tiltrækker arbejdskraft udefra.

### Transport
Visp er et jernbaneknudepunkt, hvorfra der er ruter til blandt andet Genève Internationale Lufthavn, Monthey, Zermatt, Romanshorn og Göschenen samt nabobyen Brig. Der er to normalsporlinjer, som befares af SBB-CFF-FFS, det statslige jernbaneselskab, samt en metersporlinje, der befares af Matterhorn Gotthard Bahn (Zermatt-Göschenen).